# Cuve
Pour les articles homonymes, voir Cuve (homonymie).
Une cuve est un récipient destiné à la fabrication et au stockage de produits liquides. Elle peut être de forme cylindrique ou parallélépipédique. Elle comporte des ouvertures destinées au remplissage, à la vidange, au nettoyage et à la mise en place d'opérations de fabrication. 
Les cuves alimentaires sont conçues pour le vin, l'eau, la bière, l'huile, les jus de fruit, le lait. Les cuves industrielles peuvent contenir des produits pétroliers, (pétrole brut, carburants, huiles de lubrification) pharmaceutiques, peintures, produits phytosanitaires, eaux usées.
Les cuves peuvent être fabriquées en métal (acier inoxydable, métal brut, métal émaillé), matière plastique, matériau composite (résines, fibre de verre), béton, bois. La capacité peut aller de quelques dizaines de litres à plusieurs centaines d'hectolitres. Un petit volume peut prendre le nom de cuvon, et le mot citerne est un synonyme. Une cuve peut être mobile pour le transport routier, ferré, maritime.

## Utilisation
Les mêmes cuves peuvent être utilisées pour beaucoup de produits alimentaires.

### Œnologie
Les cuves à vin sont utilisées pour la vinification, l'élevage du vin et son stockage. Il existe différents types de cuves utilisés en œnologie, présentant tous des avantages et inconvénients.

#### Cuve béton

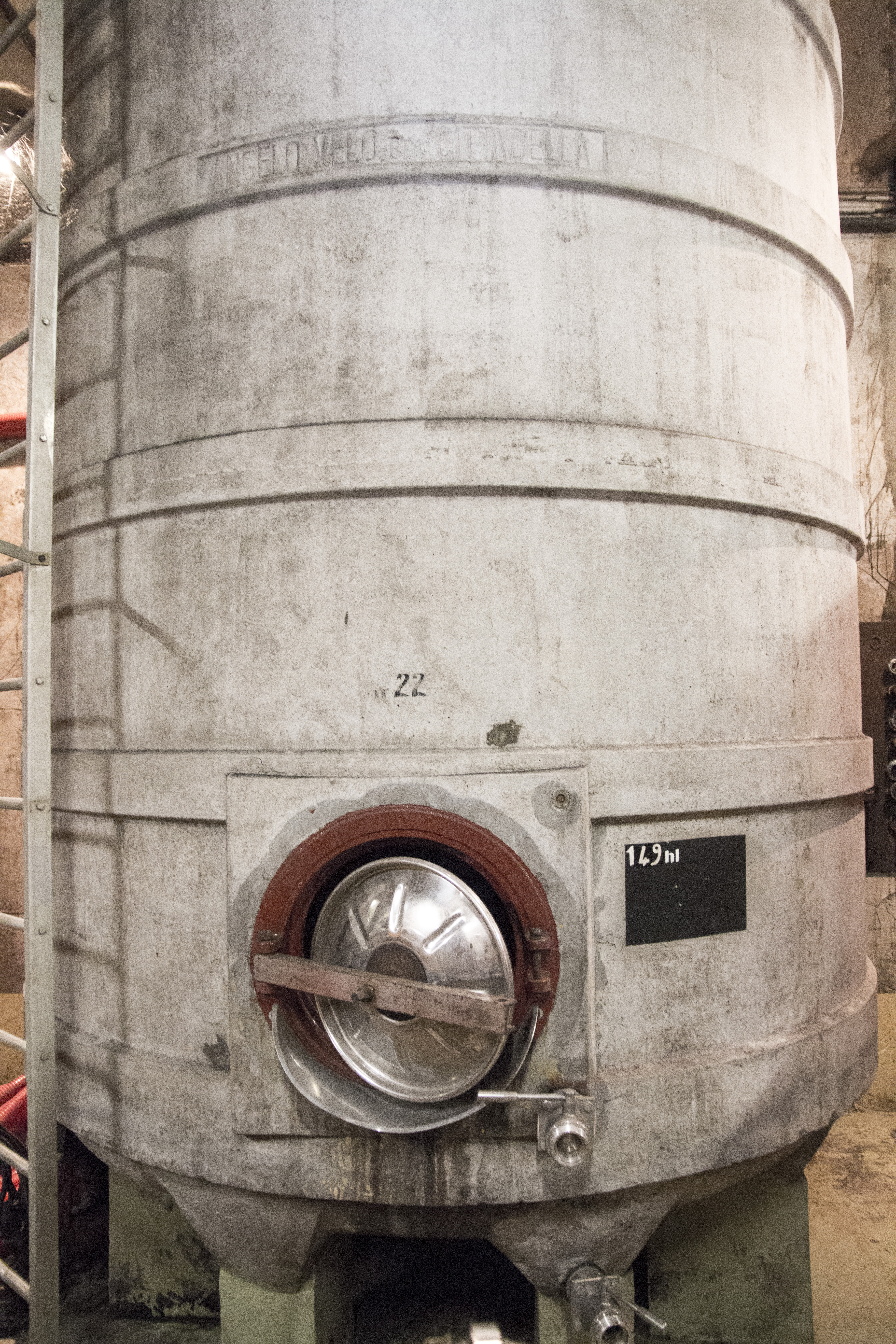
Cuve en béton.

Ces cuves sont utilisées pour la vinification en rouge, comme pour le stockage. Elles ont une inertie thermique élevée et sont relativement perméables à l’oxygène. Elles ont une capacité limitée (300 hL environ), et nécessitent une fabrication complexe. Les cuves sont fabriquées sur place (nécessitant l'intervention de main d’œuvre compétente) lorsqu'elles font partie intégrante de la cuverie, ou chez les fabricants pour être ensuite livrées chez le client. On en trouve sous forme carrée, cylindrique, conique ou ovoïdale. Les cuves peuvent être ouvertes ou semi-ouvertes pour les vinifications, et fermées pour le stockage.  Elles peuvent être revêtues d'une résine époxy, qui favorise l'entretien mais qui les rend étanches à l’oxygène ; à défaut, le béton brut doit être affranchi à l'acide tartrique.
- Avantages :
  - Inertie thermique élevée
  - Perméabilité à l’oxygène (en l'absence de revêtement)
  - Coût compétitif
- Inconvénients : 
  - Entretien régulier pour éviter le risque de développement de défauts organoleptiques
  - Fragilité (fissure, décollement du revêtement)
  - Peut nécessiter des systèmes de régulation de température internes (risques de fuites)

#### Cuve fibre de verre

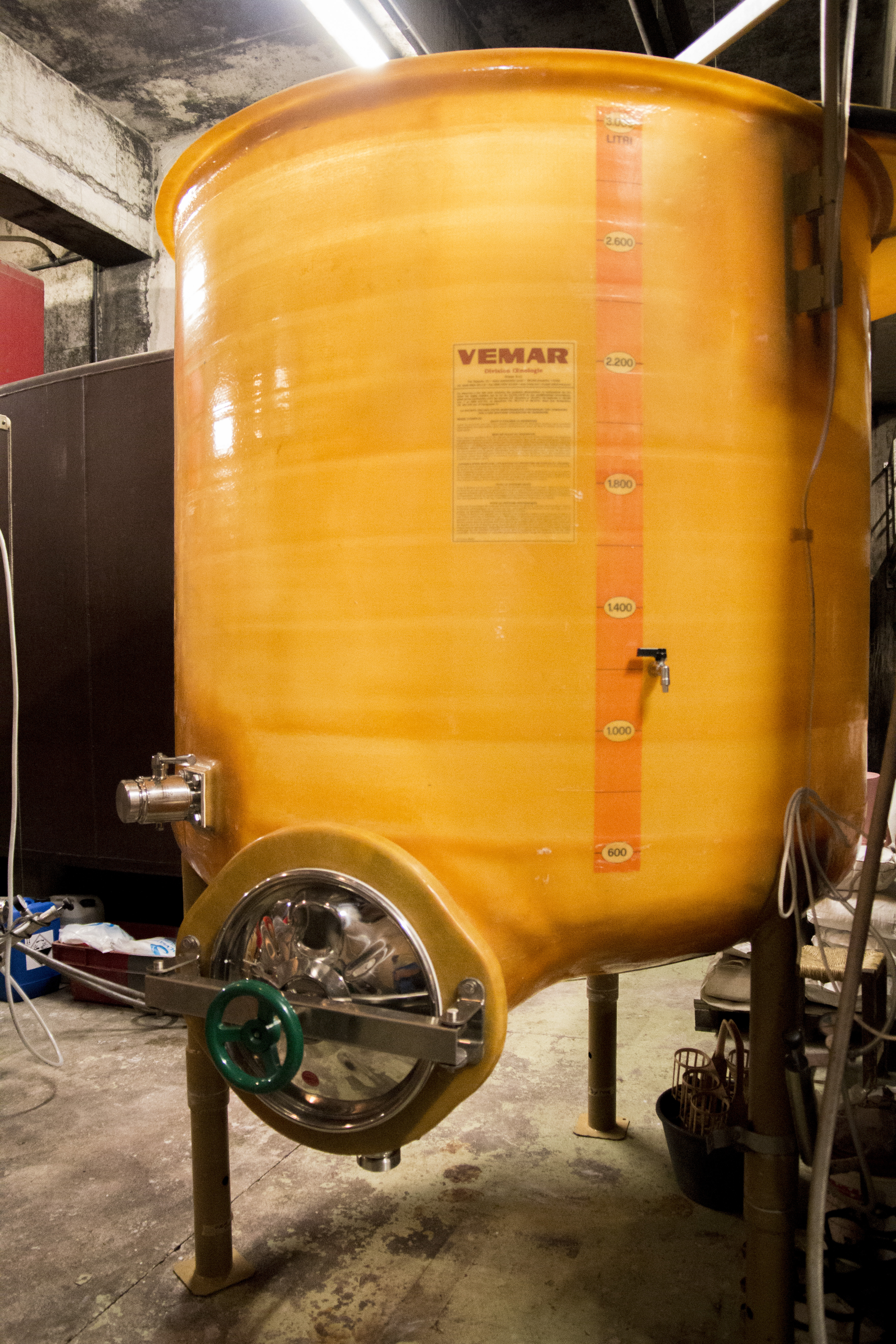
Cuve en fibre de verre à chapeau flottant.

Ces cuves sont en plastique renforcé par de la fibre de verre. La plupart sont ouvertes, et fermées par un chapeau flottant. Le chapeau reposant sur le vin, permet de ne pas avoir de vide d'air dans la cuve, et donc d'utiliser uniquement le volume souhaité sans risque d'oxydation du vin.
- Avantages : 
  - Coût
  - Poids léger (installation, déplacement)
  - Transparence (jauge inutile)
- Inconvénients :
  - Entretien régulier pour éviter le risque de développement de défauts organoleptiques
  - Fragilité

#### Cuve bois

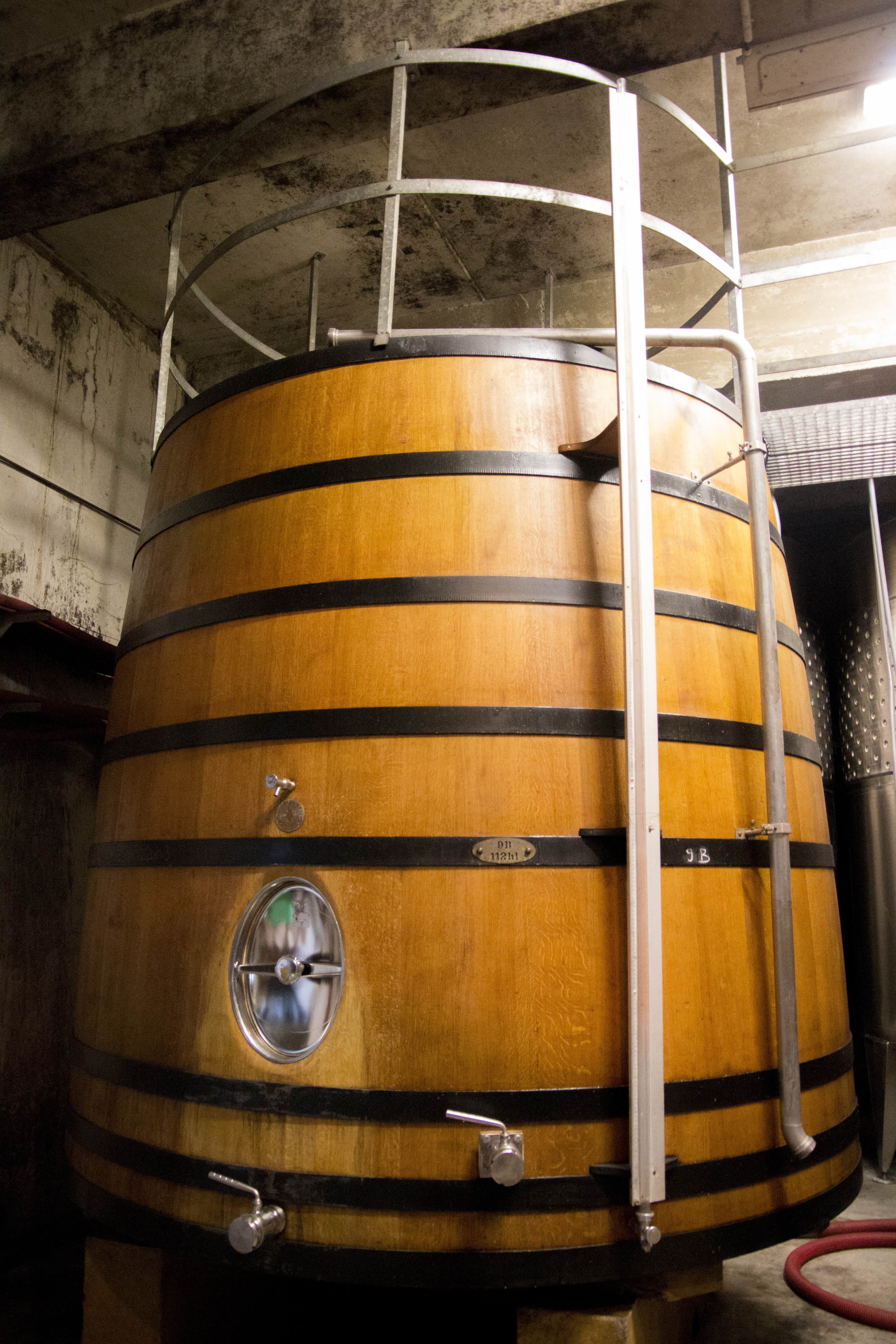
Cuve en bois tronconique.

Les cuves en bois peuvent se présenter sous forme de cuves tronconiques, ou de foudres. Elles sont général 10 à 50 fois plus volumineuses qu'un fût de 2,28 hL, soit des contenances allant de 25 à 200 hL environ pour les foudres, et jusqu'à plusieurs milliers d'hectolitres pour les cuves tronconiques.
- Avantages :
  - Inertie thermique élevée
  - Échange avec le vin via le bois
- Inconvénients :
  - Entretien régulier pour éviter le risque de développement de défauts organoleptiques (détartrage, désinfection)
  - Coût élevé

#### Cuve acier inoxydable

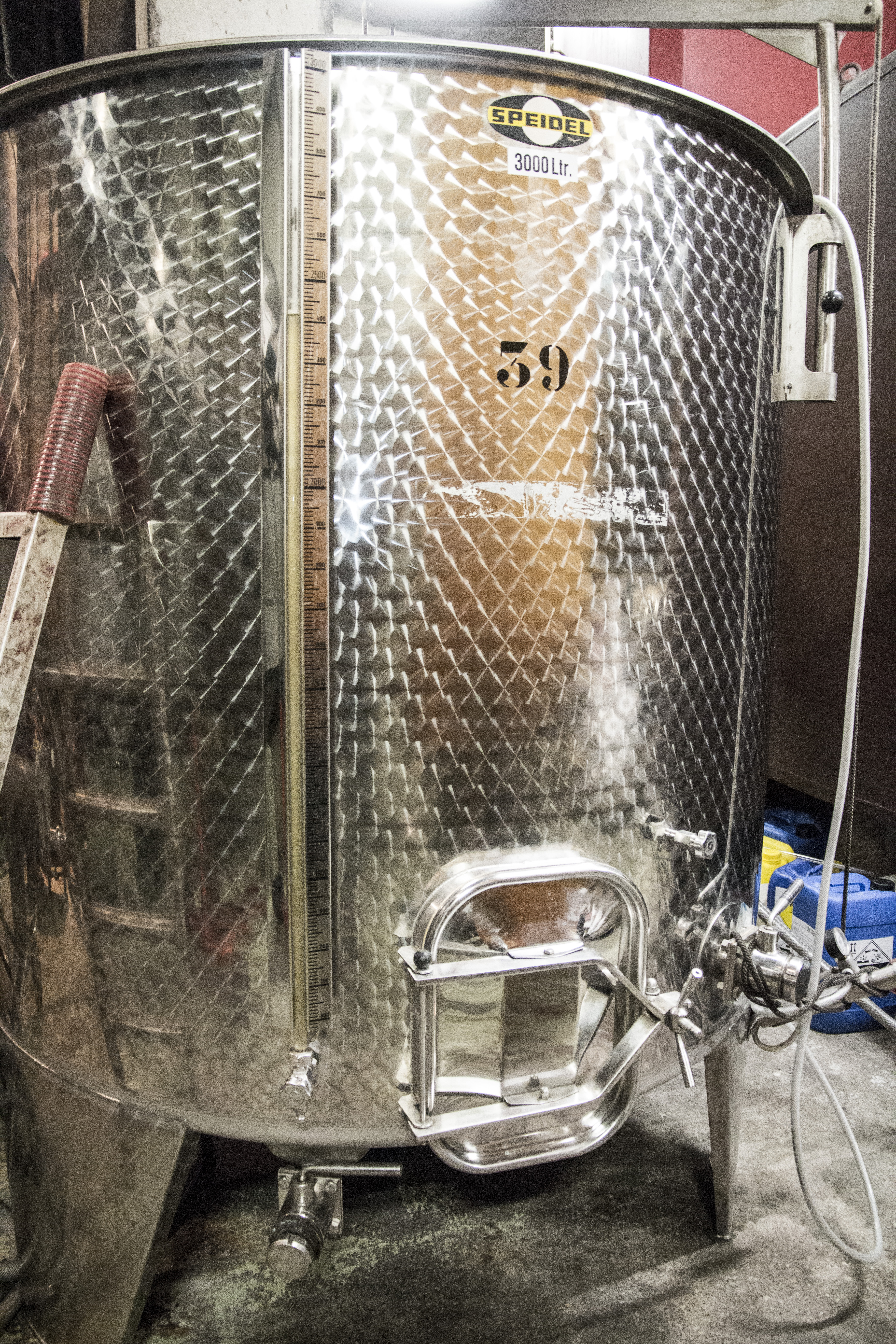
Cuve en inox à chapeau flottant.

Le caractère inoxydable de l’acier est dû à un alliage avec du chrome lors de sa fabrication.
Il existe différents types d'inox utilisés, le « 304L » principalement pour les rouges, et le « 316L » plus résistant à la corrosion acide mais plus cher, notamment pour les blancs (dû à la teneur en SO2 plus élevée, qui par évaporation et combinaison à la vapeur d'eau forme de l’acide sulfurique). La qualité du polissage de l'acier augmente la faible capacité à se salir.
- Avantages : 
  - Nettoyabilité
  - Neutralité chimique
- Inconvénients :
  - Inertie thermique faible
  - Coût élevé

#### Cuve acier revêtu

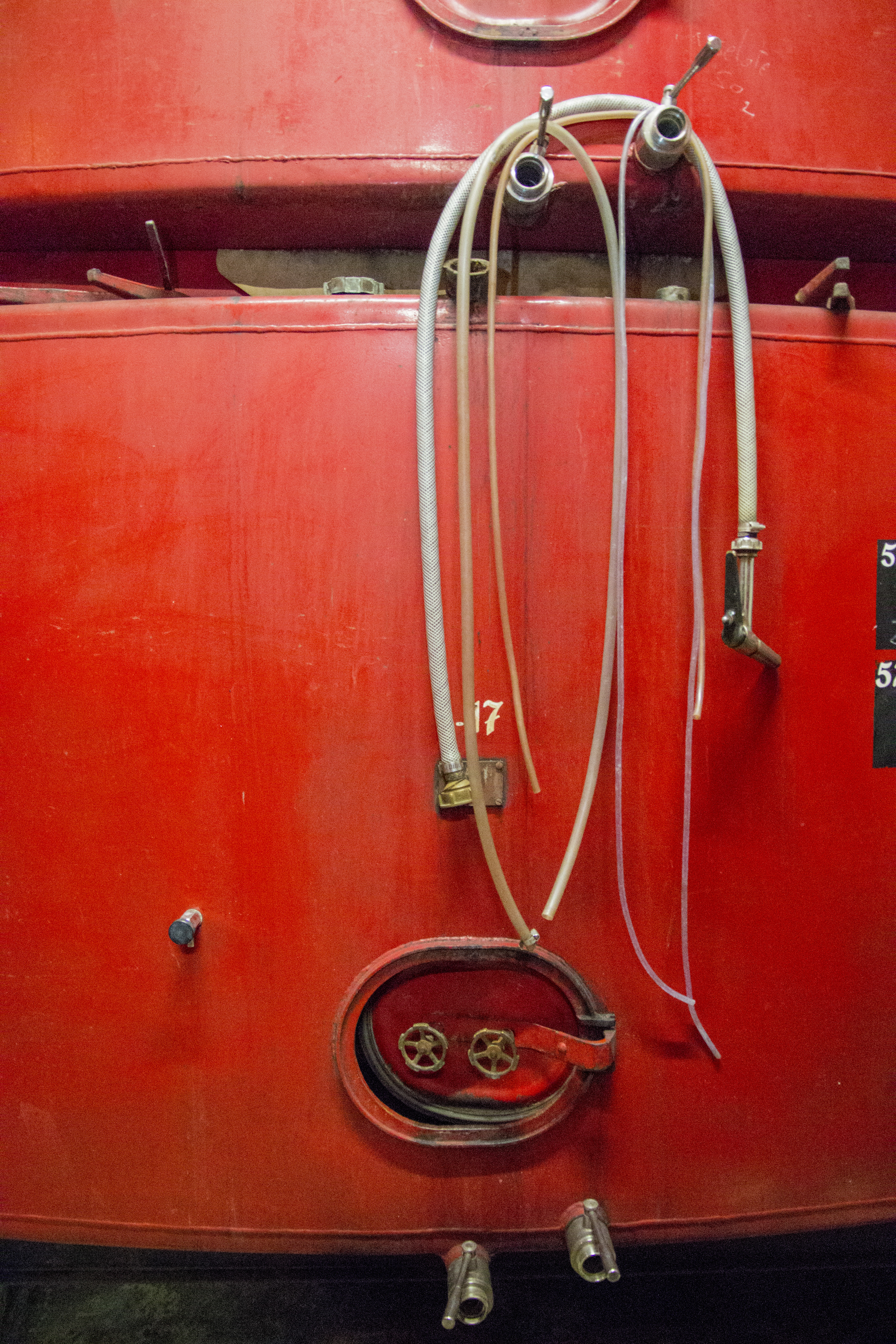
Cuve en acier émaillé.

L'acier doit être revêtu à l'intérieur avec une peinture ou résine alimentaire.
- Avantages : 
  - Coût
  - Solidité
- Inconvénients :
  - Inertie thermique faible
  - Revêtement nécessaire pour éviter le risque de casse ferrique

#### Autres matériaux

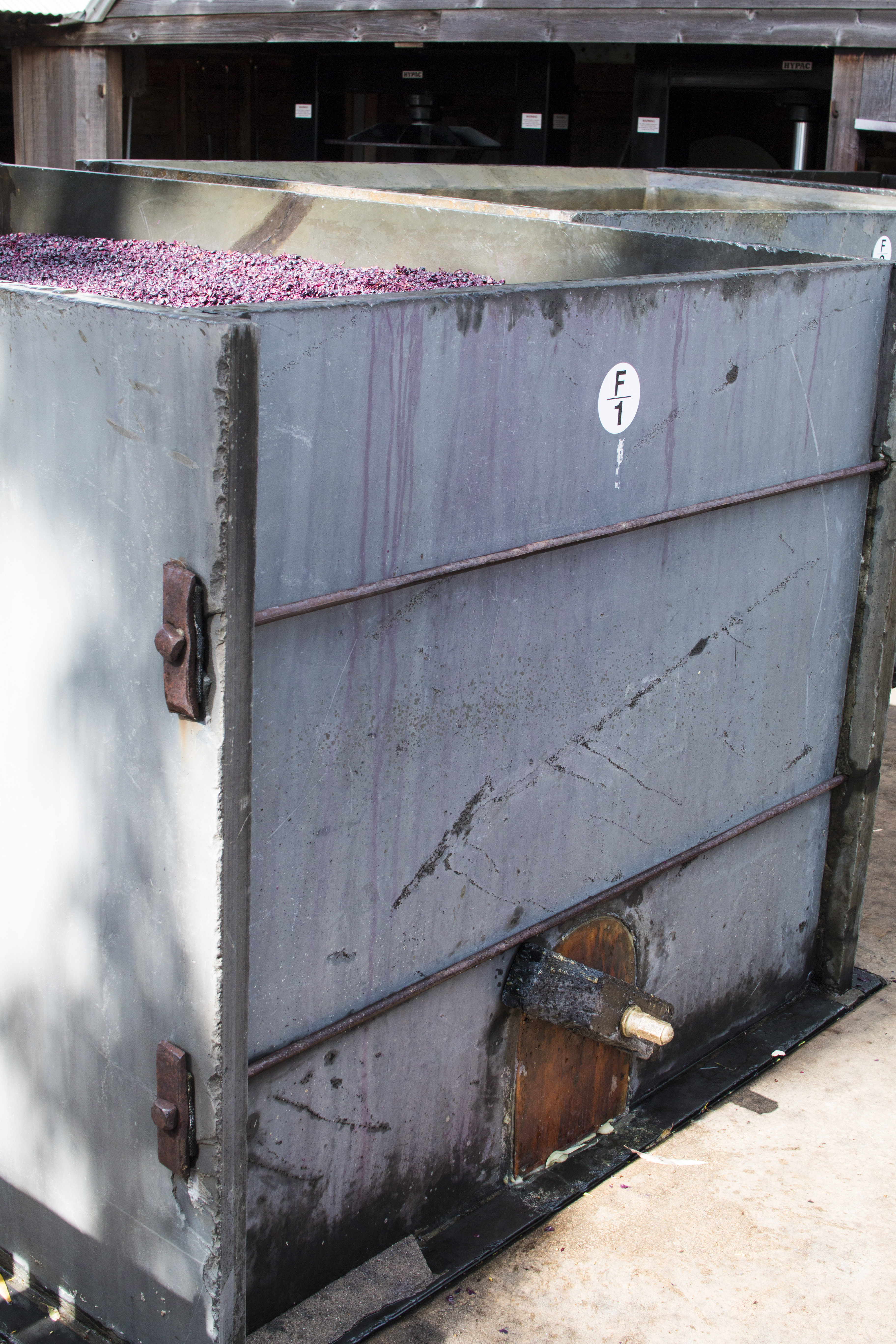
Cuve en ardoise, Australie.

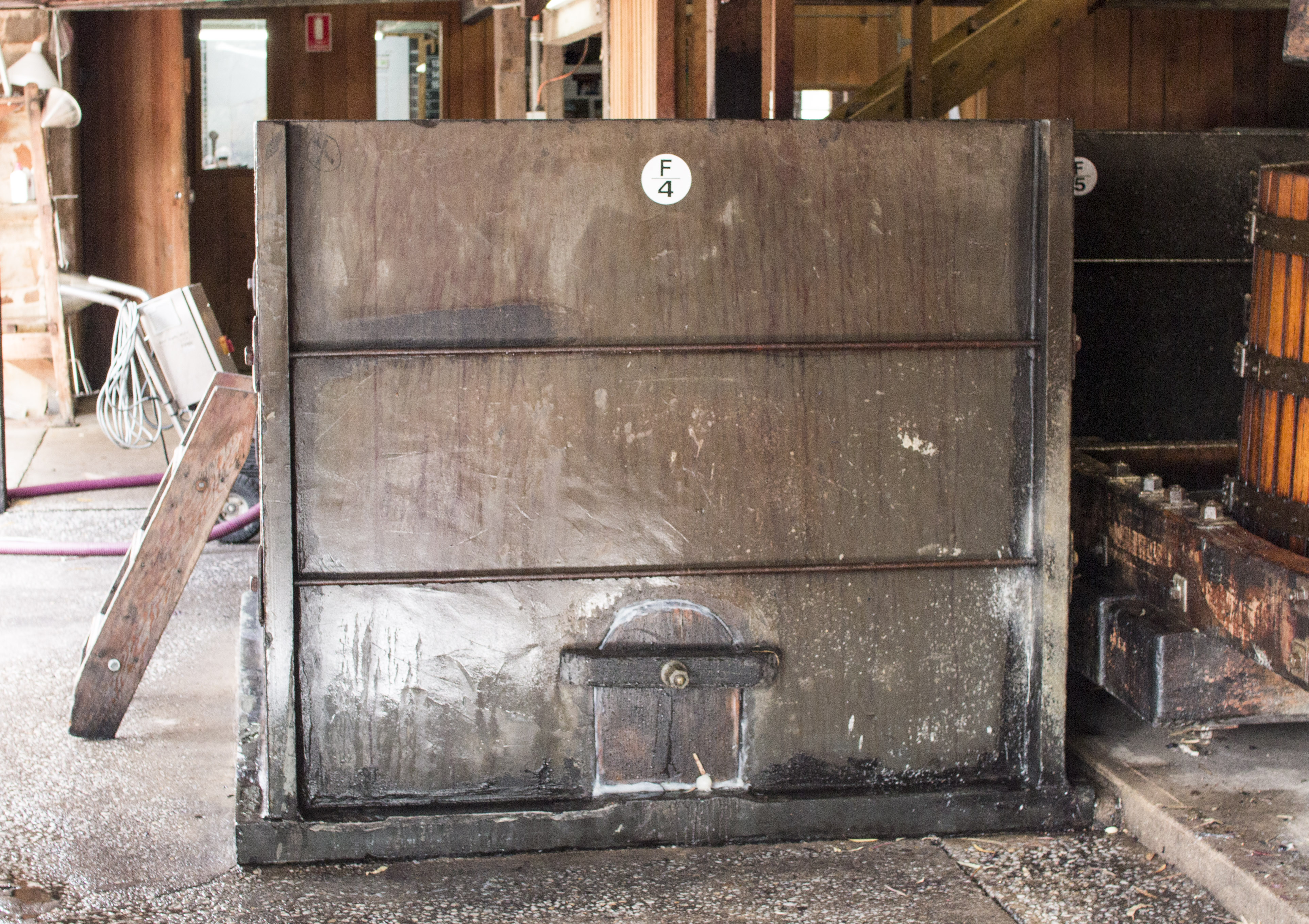
Cuve en ardoise, Australie.

D'autres matériaux moins communs peuvent être utilisés, comme l’ardoise, le granit. Il existe des cuves en céramique ou en argile, notamment les jarres et amphores de vinification enterrées.

## Fabrication

### Mise en œuvre
Les cuves en matières plastiques, surtout en polyéthylène haute densité (PEHD), sont fabriquées principalement par rotomoulage ou par extrusion-soufflage.
Les cuves en matériaux composites, surtout en polyester insaturé renforcé de fibres de verre, sont fabriqués principalement par enroulement filamentaire ou par moulage au contact.

### Ouvertures

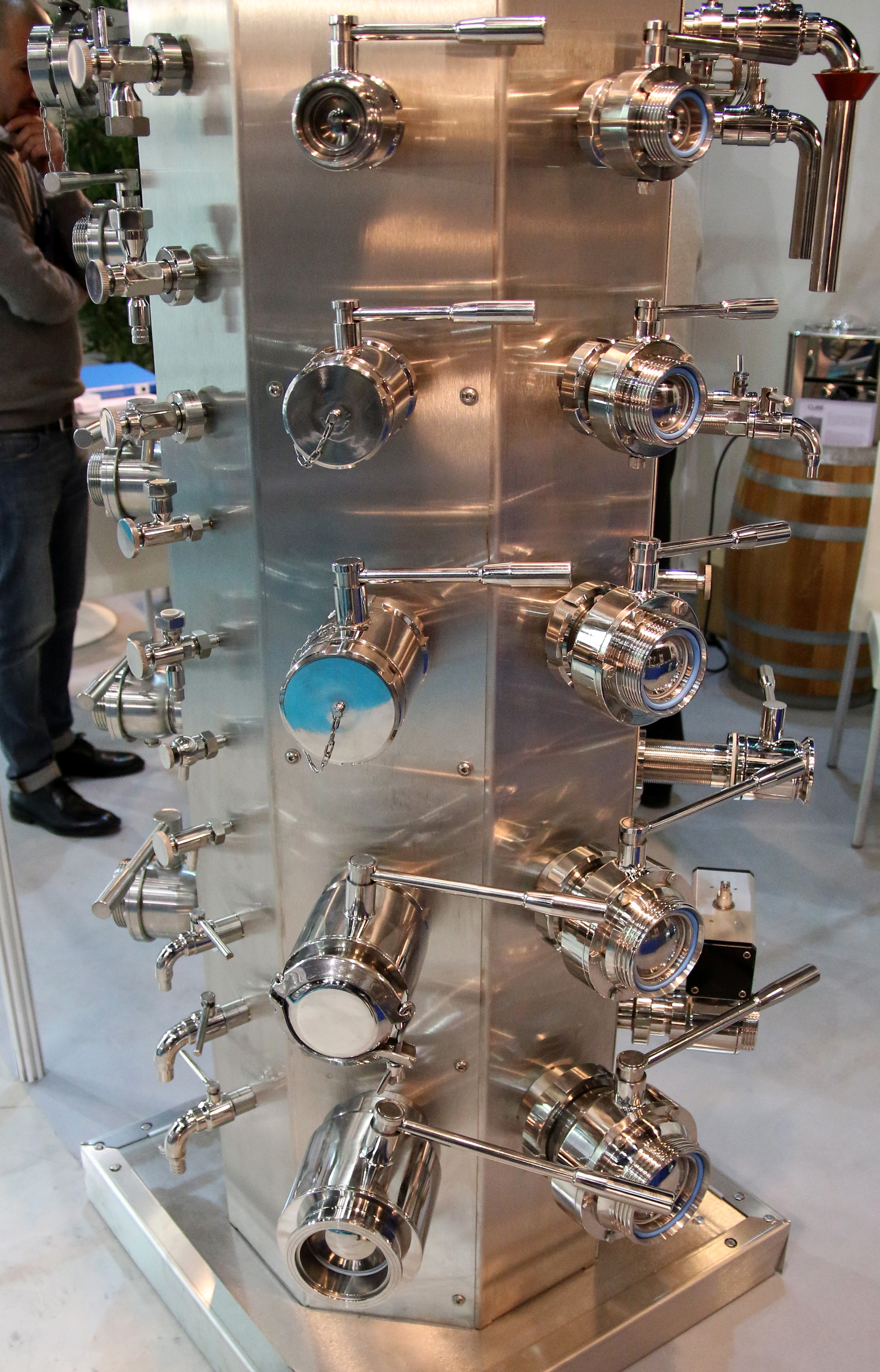
Vannes en inox.

Il existe plusieurs types d'ouverture, les portes, assez grandes pour permettre d'y faire pénétrer une personne, des outils, etc. La porte peut être située à plusieurs endroits ; une porte sur le dessus lorsque la cuve est close, une porte latérale pour la majorité des cuves. Latérale, située en bas de la cuve, au ras de la paroi inférieure, elle permet de faciliter le décuvage du marc lors des vinifications en rouge. Latérale, située légèrement en hauteur, elle permet de faciliter la fin d'un soutirage, notamment pour les vinifications en blanc ou l'élevage.
Les cuves possèdent des ouvertures de plus petite taille, souvent des vannes munies d'un pas de vis et destinées à y brancher des tuyaux de remplissage ou de vidange. Le diamètre de ces dernières est le plus souvent de 40 mm, 50 mm ou 70 mm[réf. souhaitée].
Les cuves sont parfois également équipées de robinets permettant de prélever un échantillon pour l’analyse ou la dégustation.

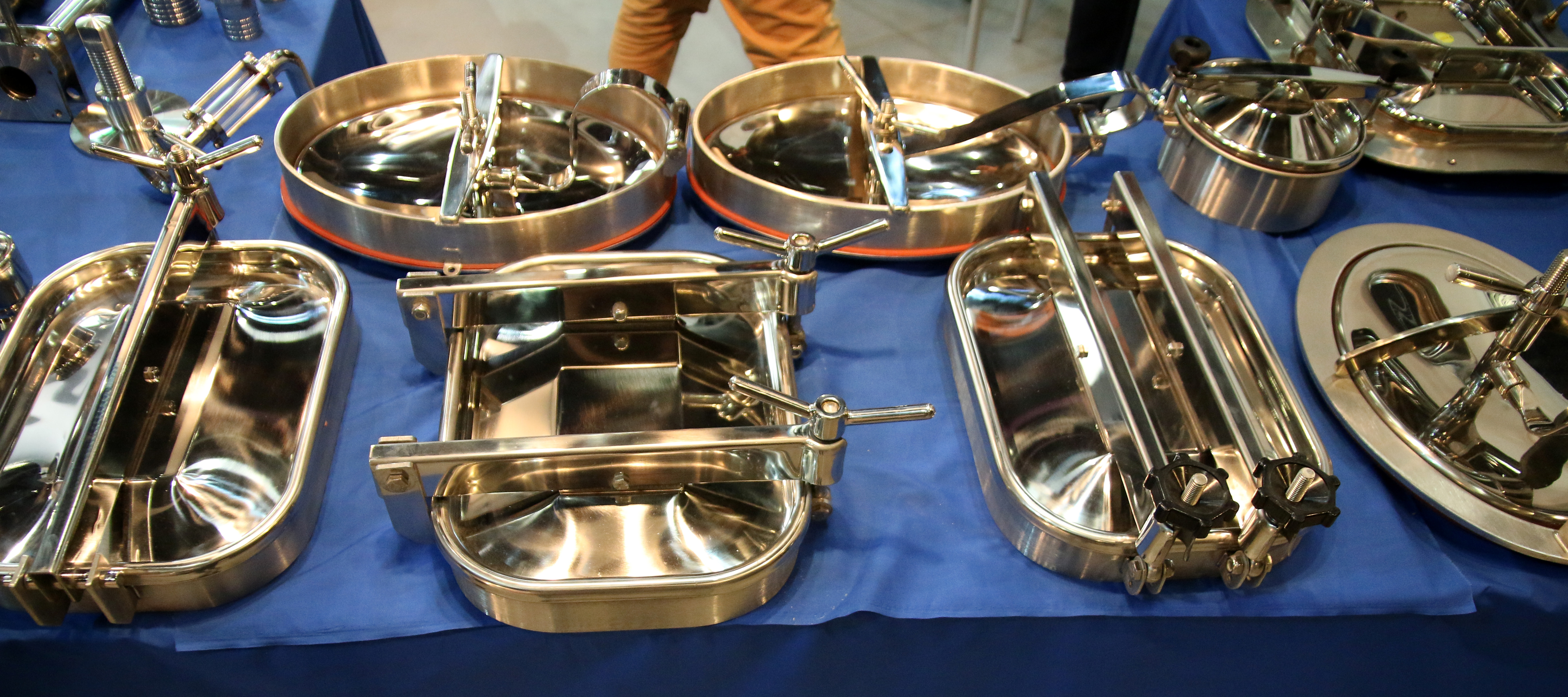
Différentes portes de cuves.

## Galerie

Cuves en béton revêtu, de différentes formes
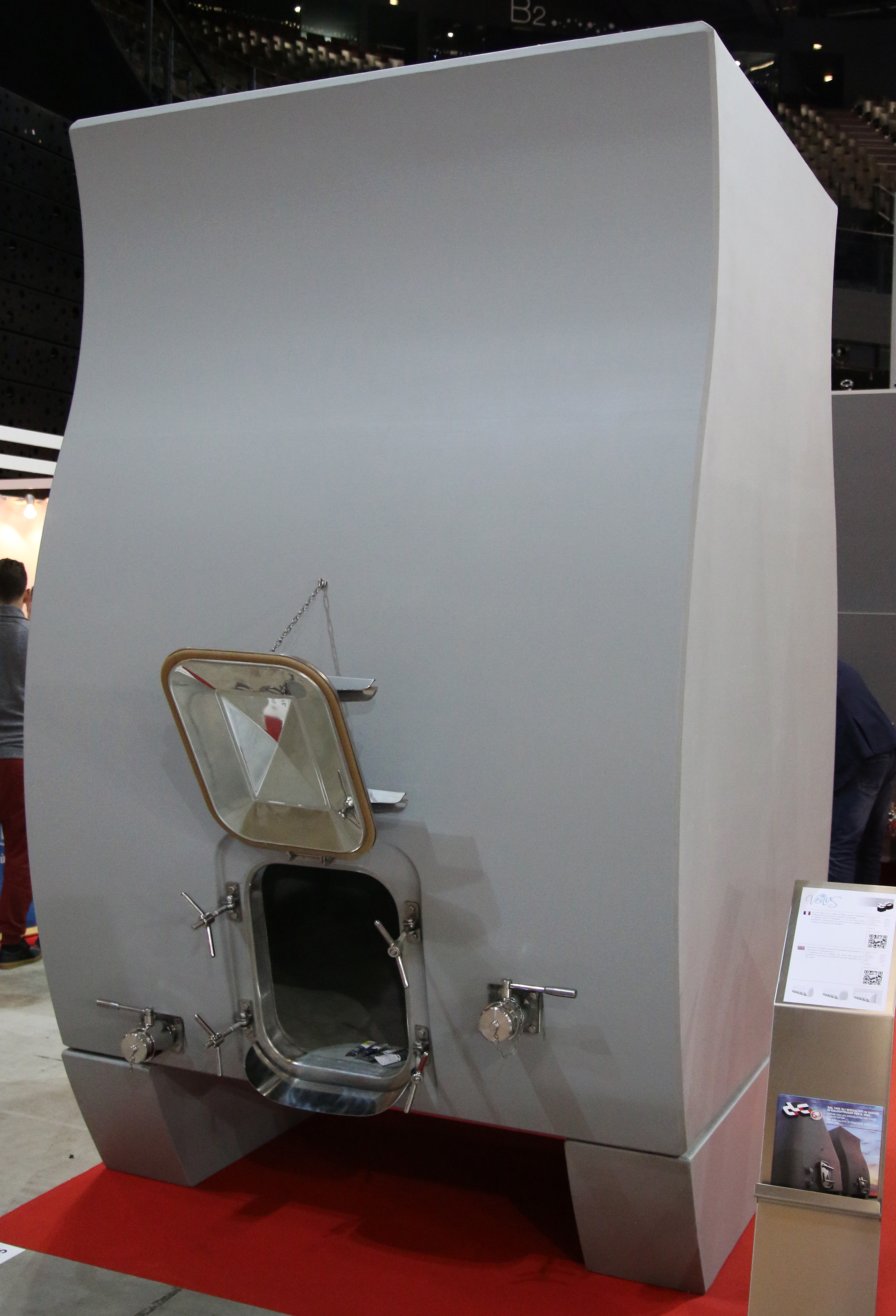
Cuve en béton.
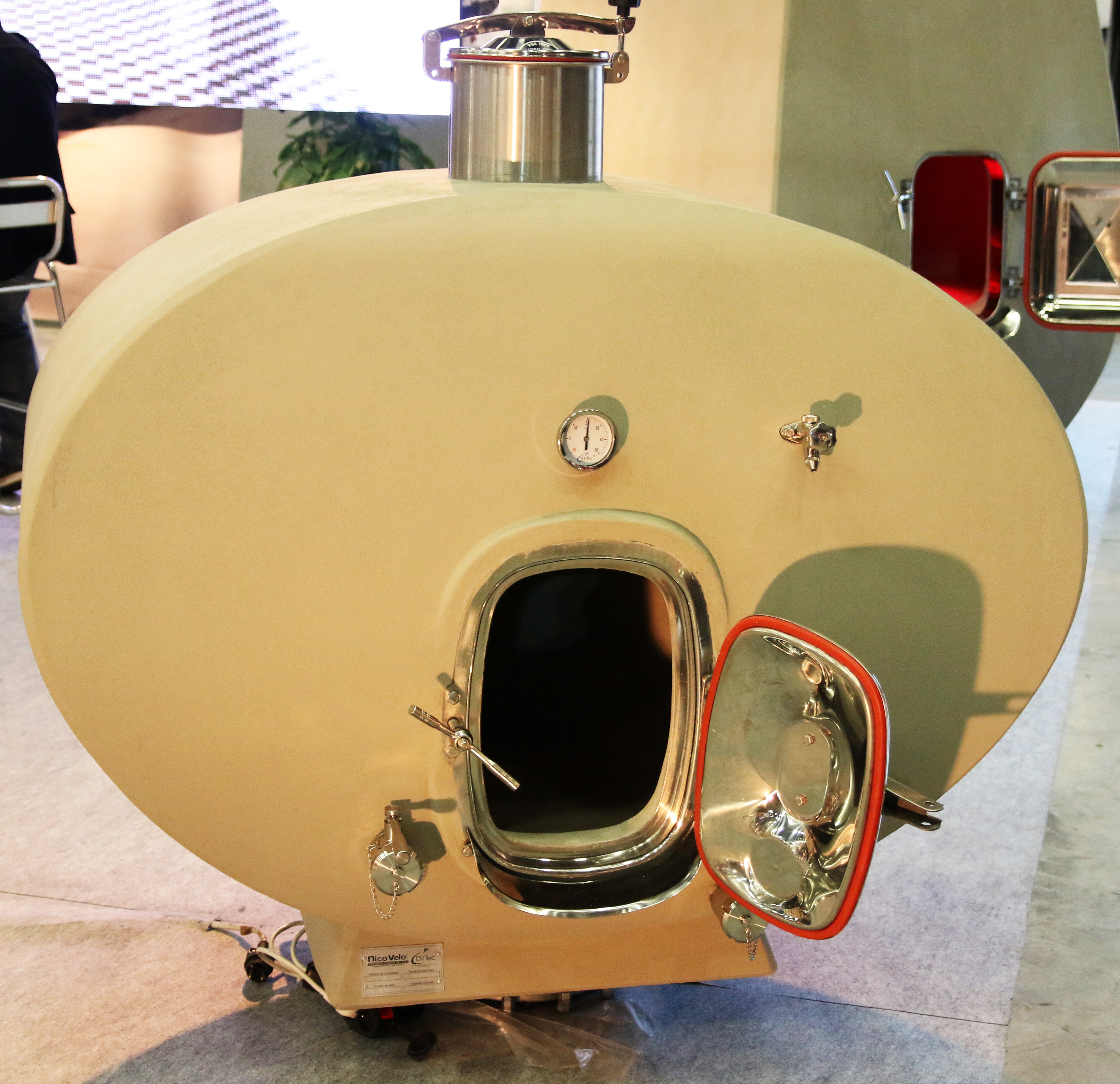
Cuve ovale.
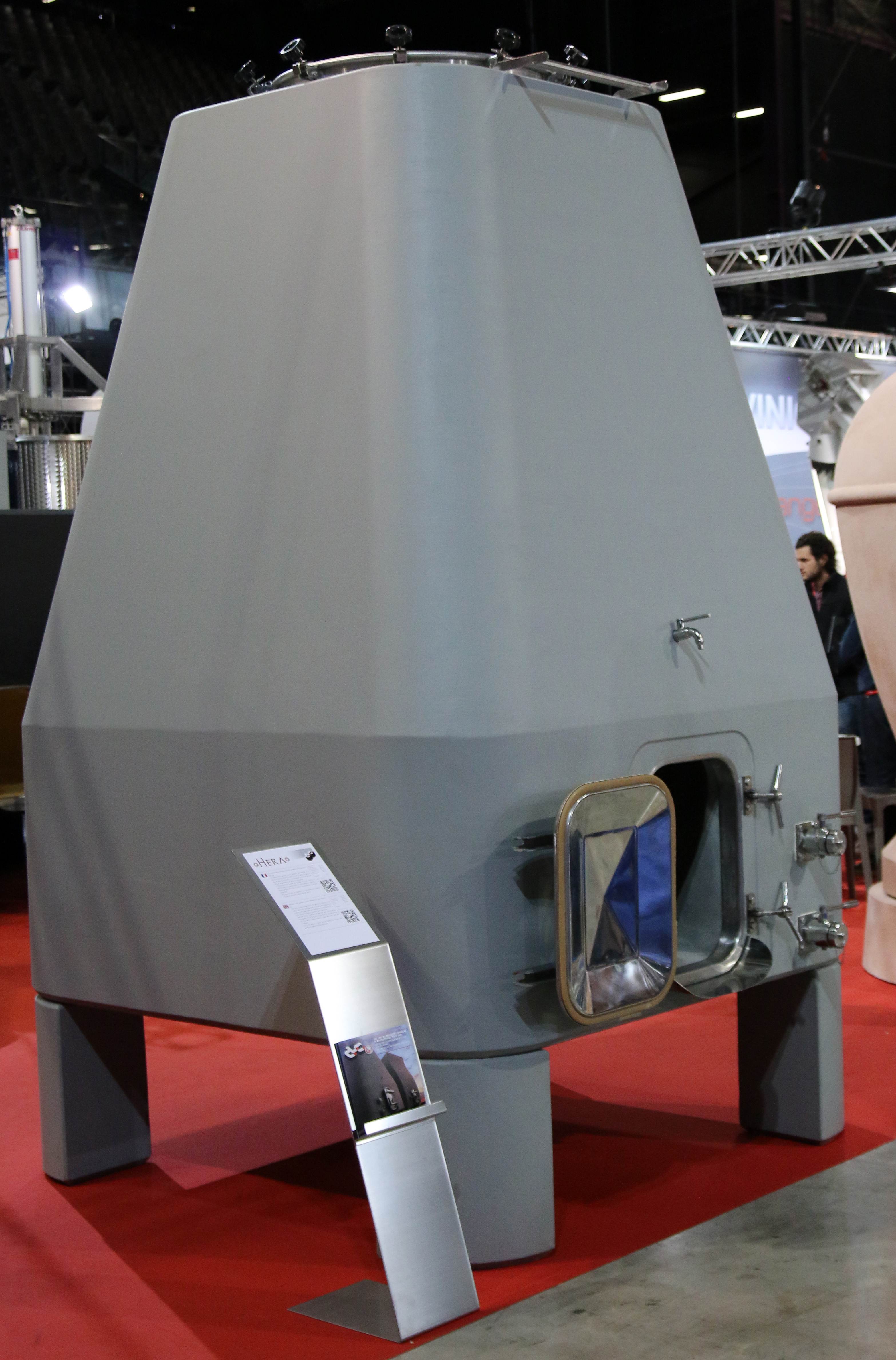
Cuve de forme pyramidale tronquée.
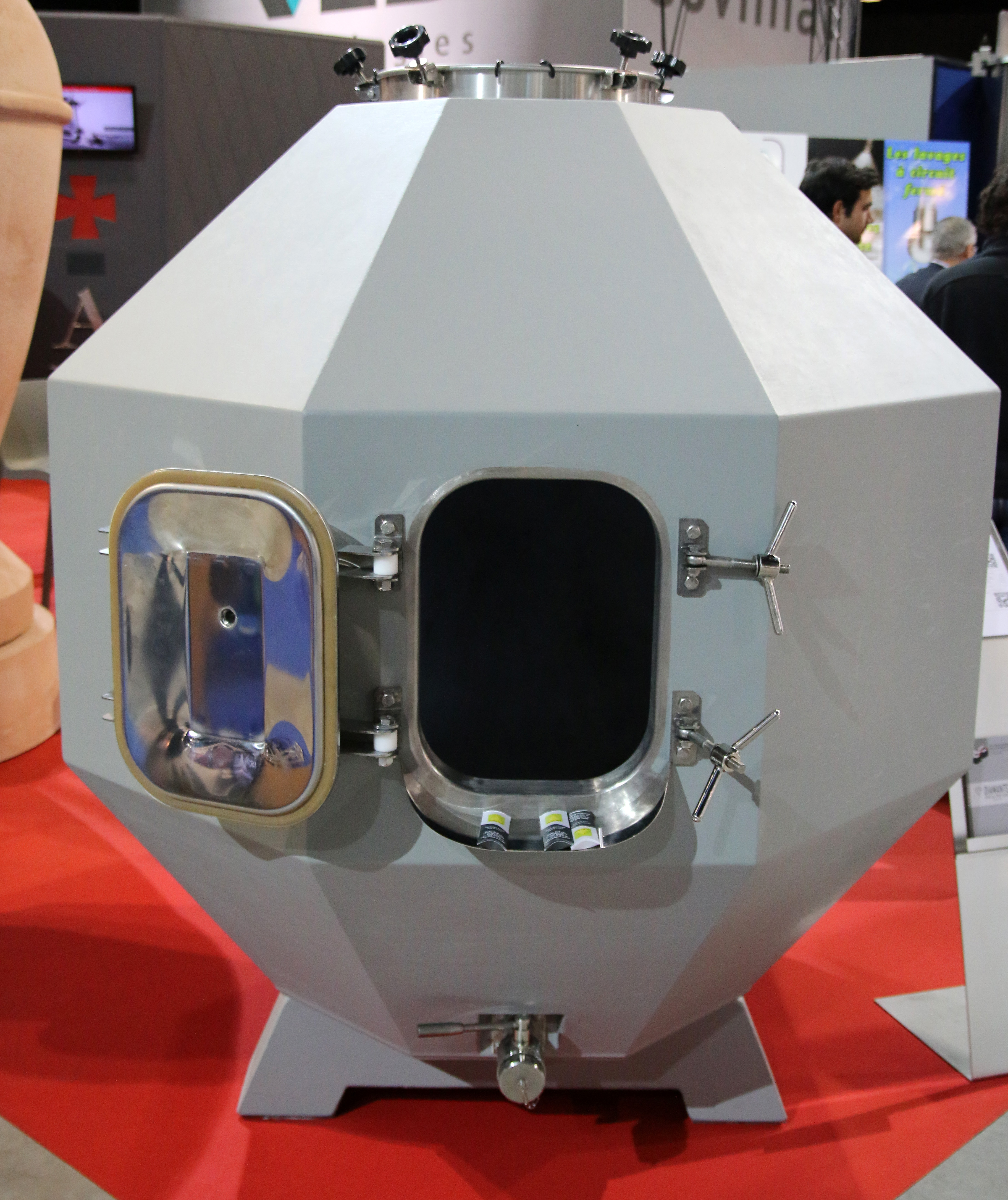
Cuve de forme « diamant ».
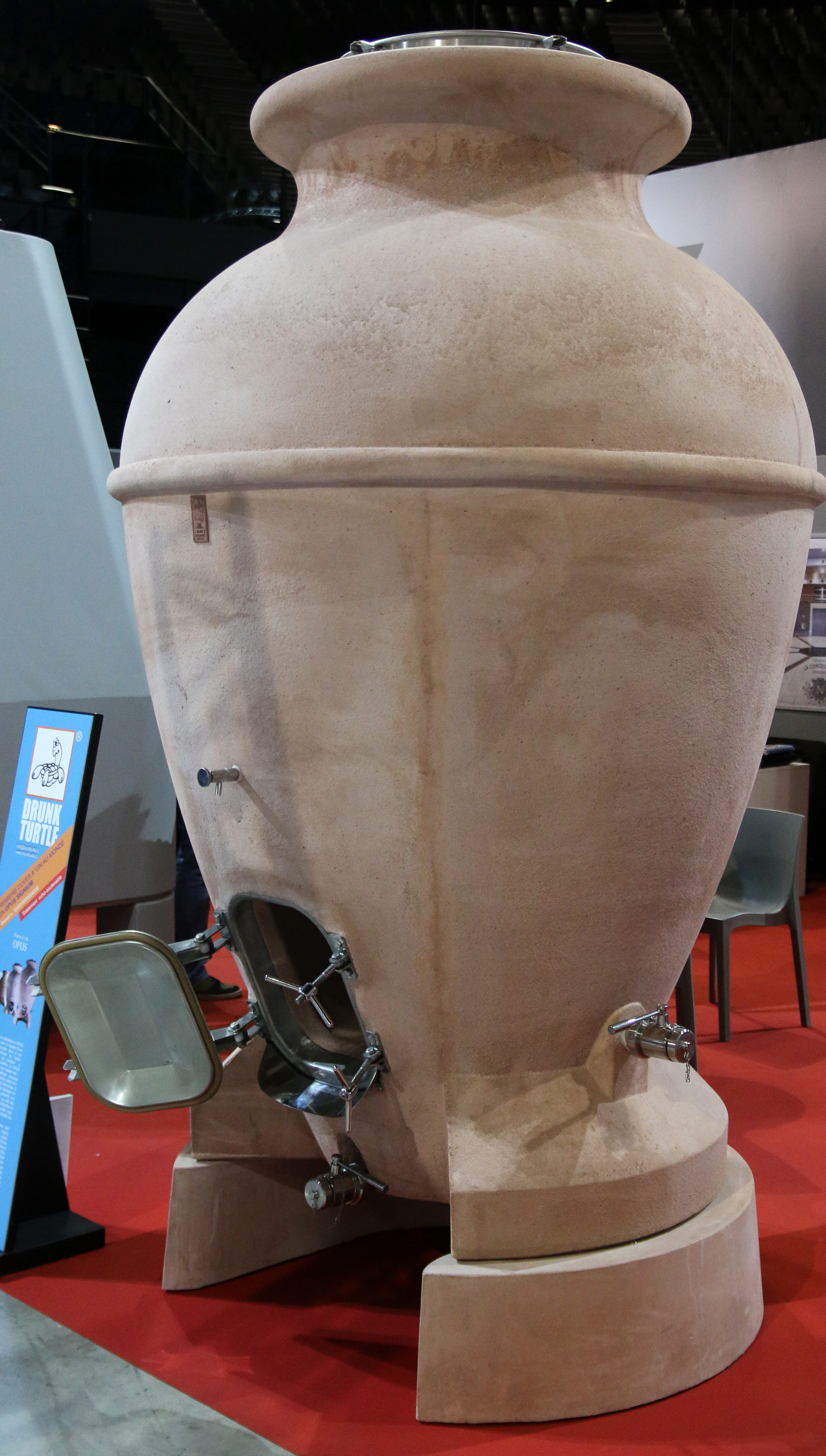
Cuve en forme d'amphore dotée d'une porte pour la vinification.
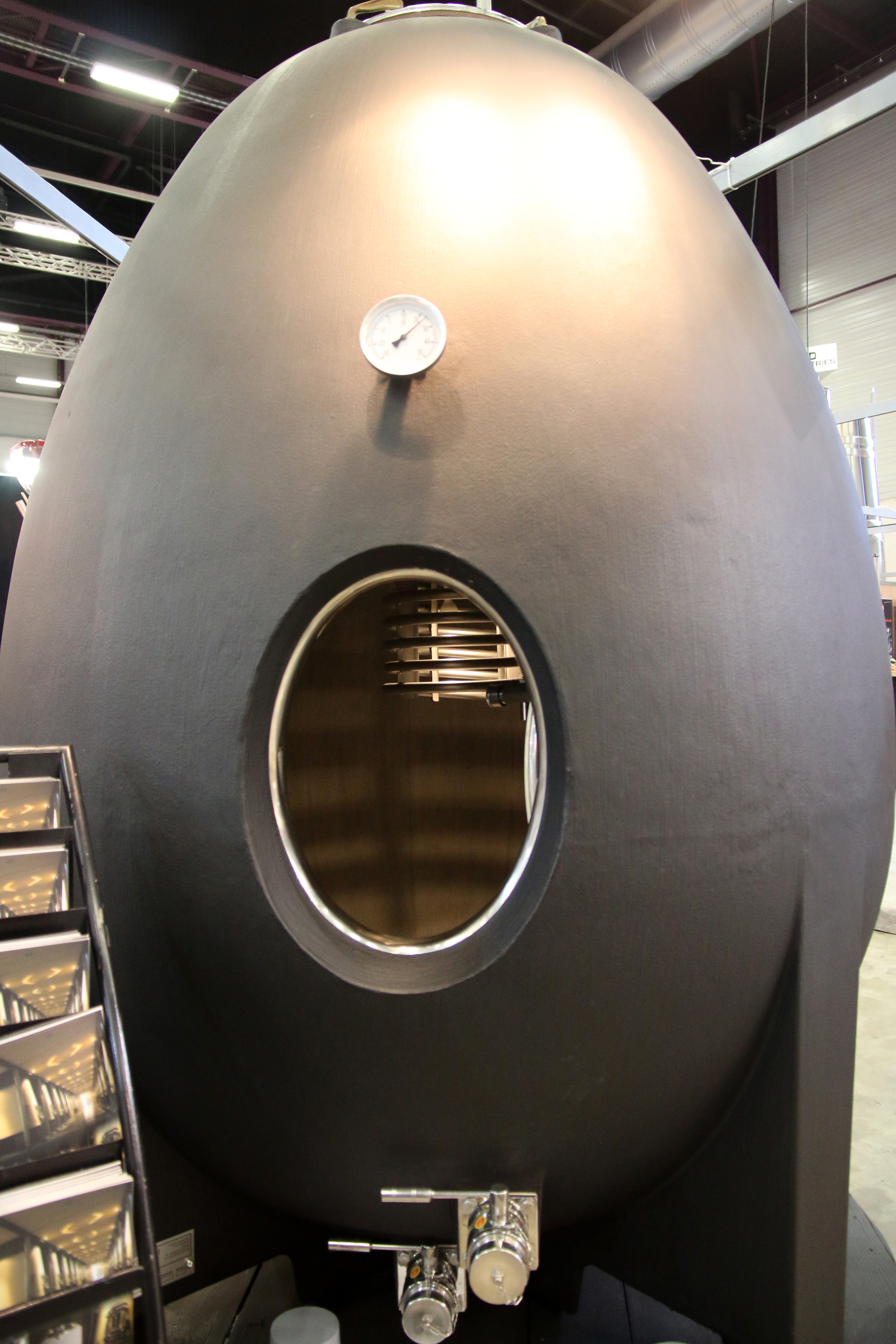
Cuve ovoïde.
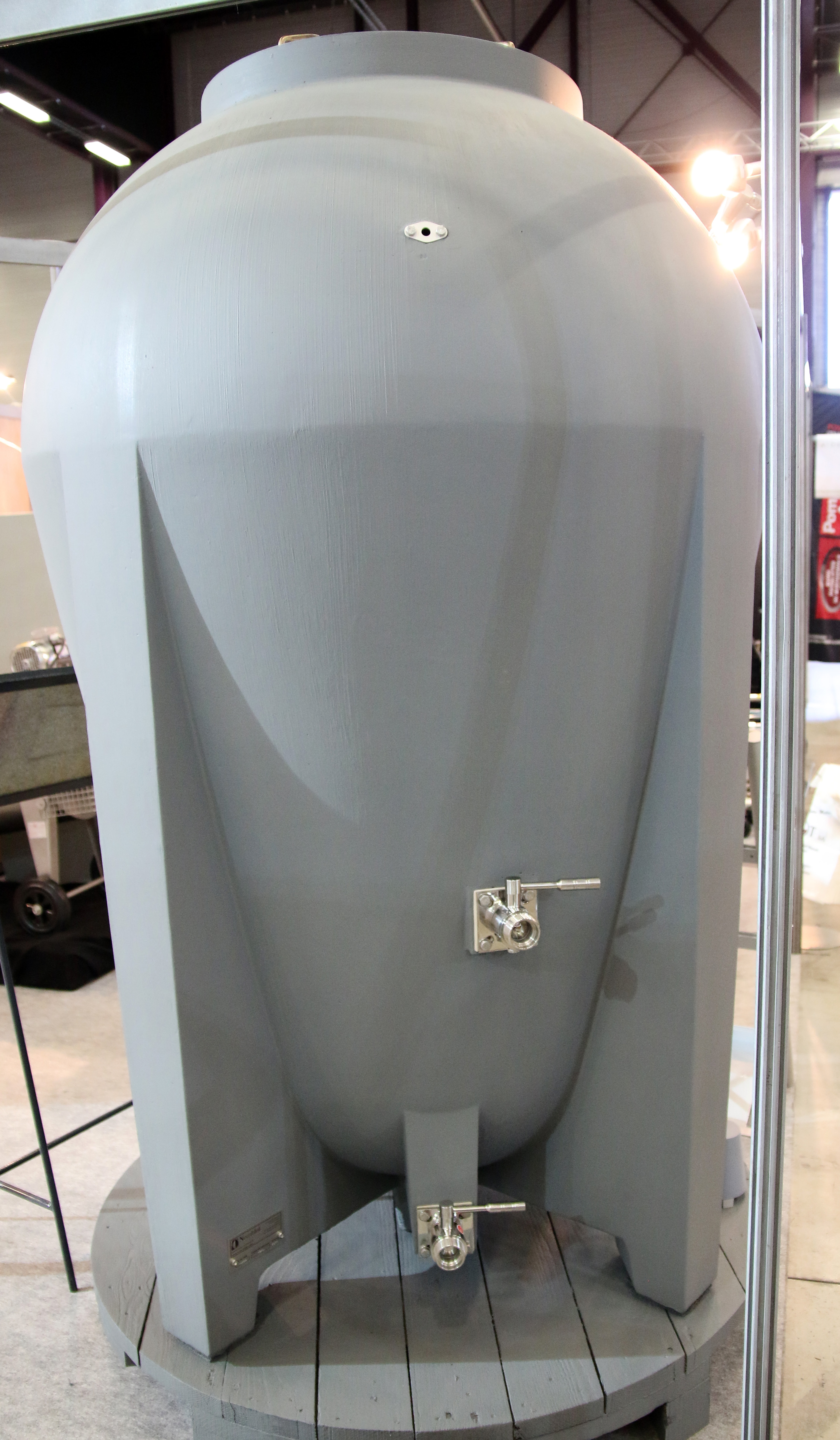
Cuve de forme ovoïde renversé.

Cuves en acier inoxydable de différentes formes
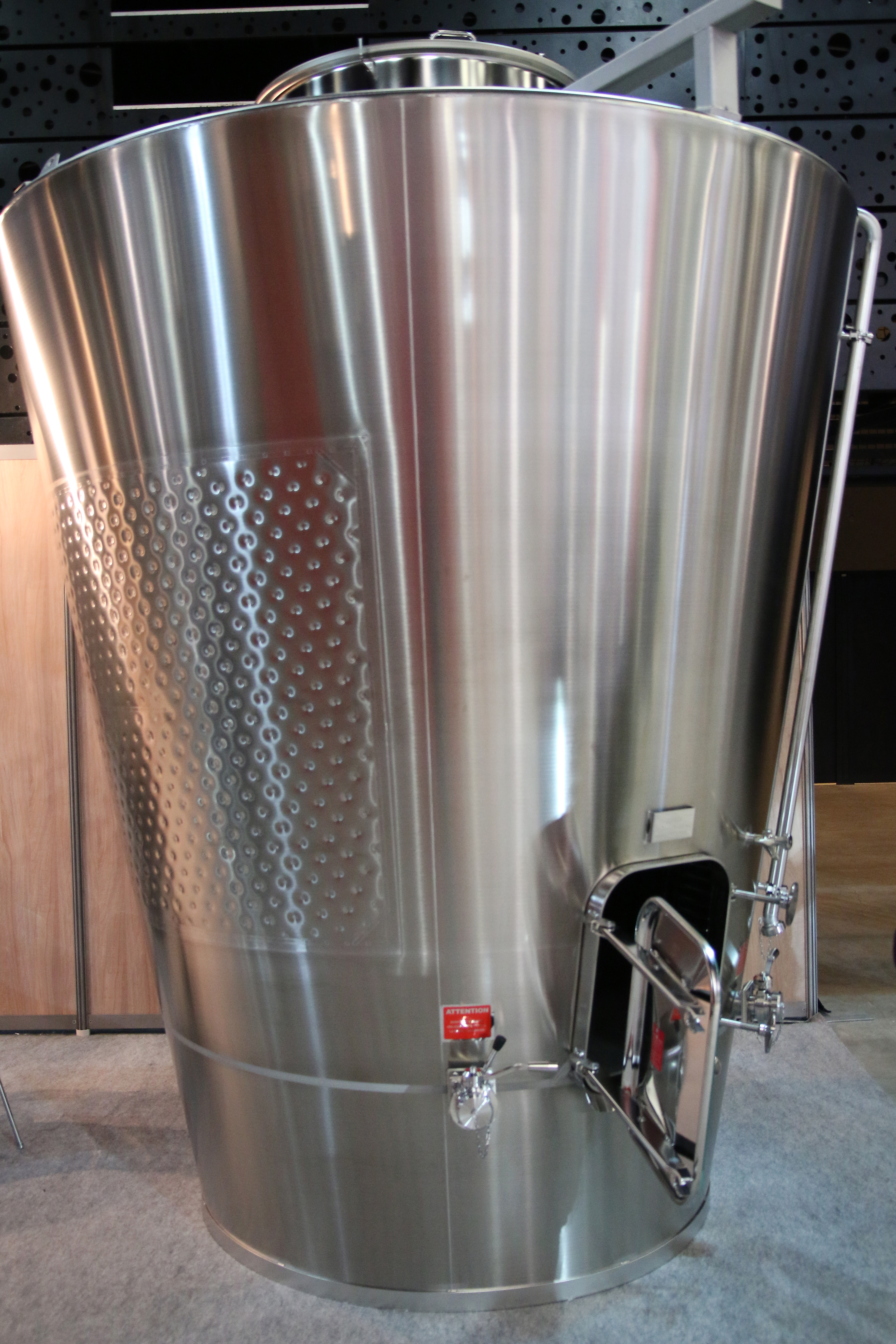
Cuve de forme tronconique inversée.
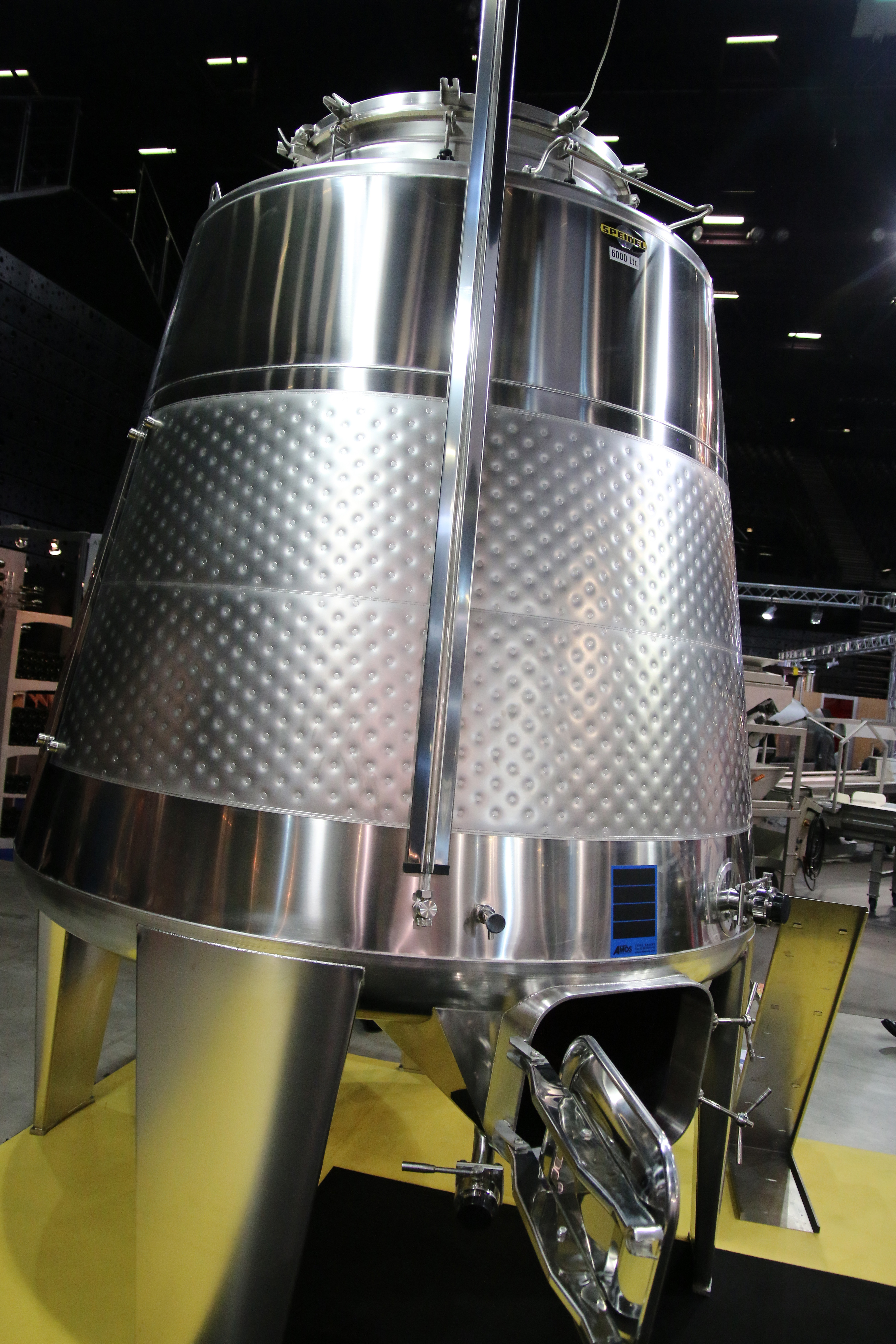
Cuve tronconique pour vinification en rouge.
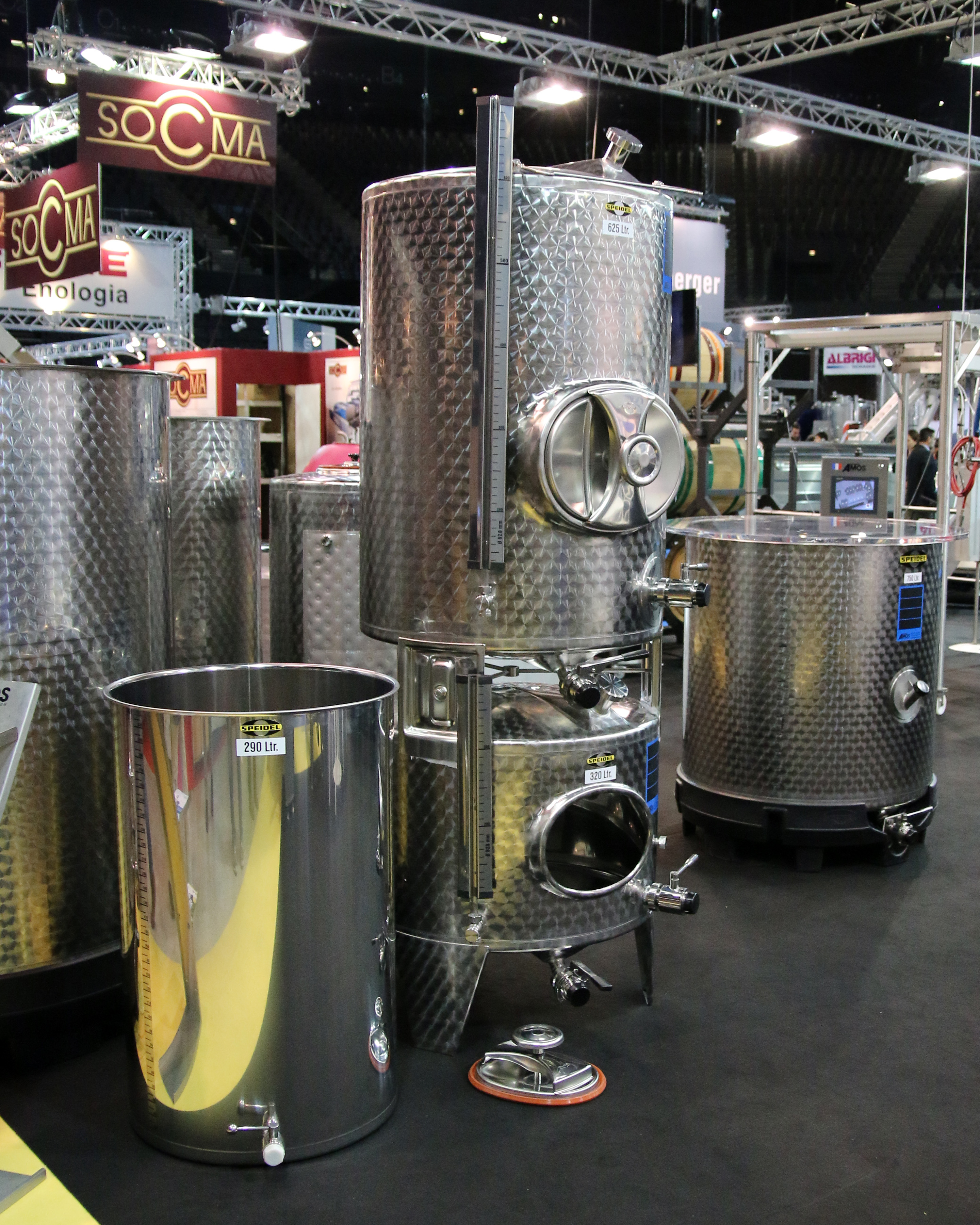
Différentes cuves inox de petit volume.
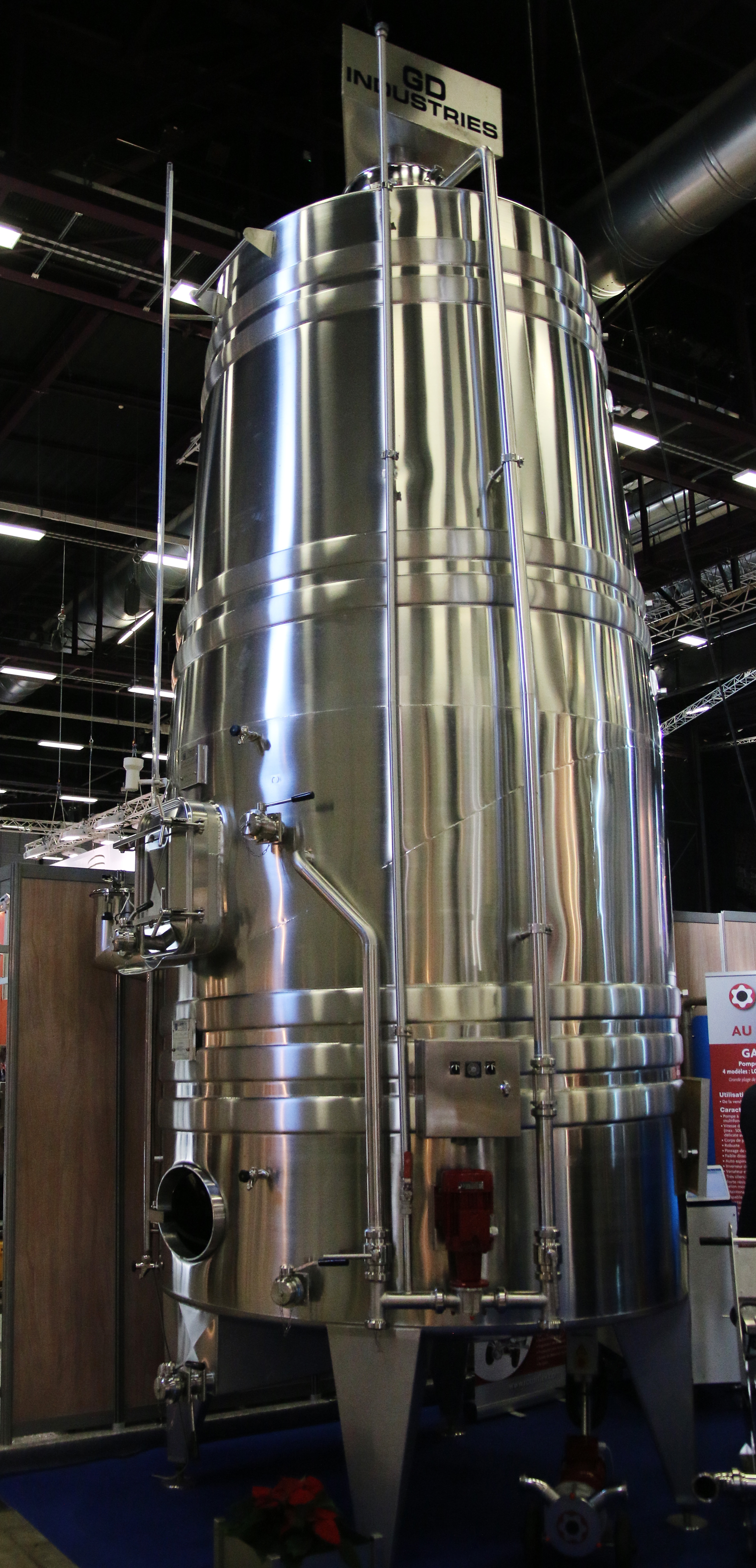
Cuves avec tuyauterie et pompe pour remontage, homogénéisation ou assemblage.
- Cuve permettant des remontages automatiques.
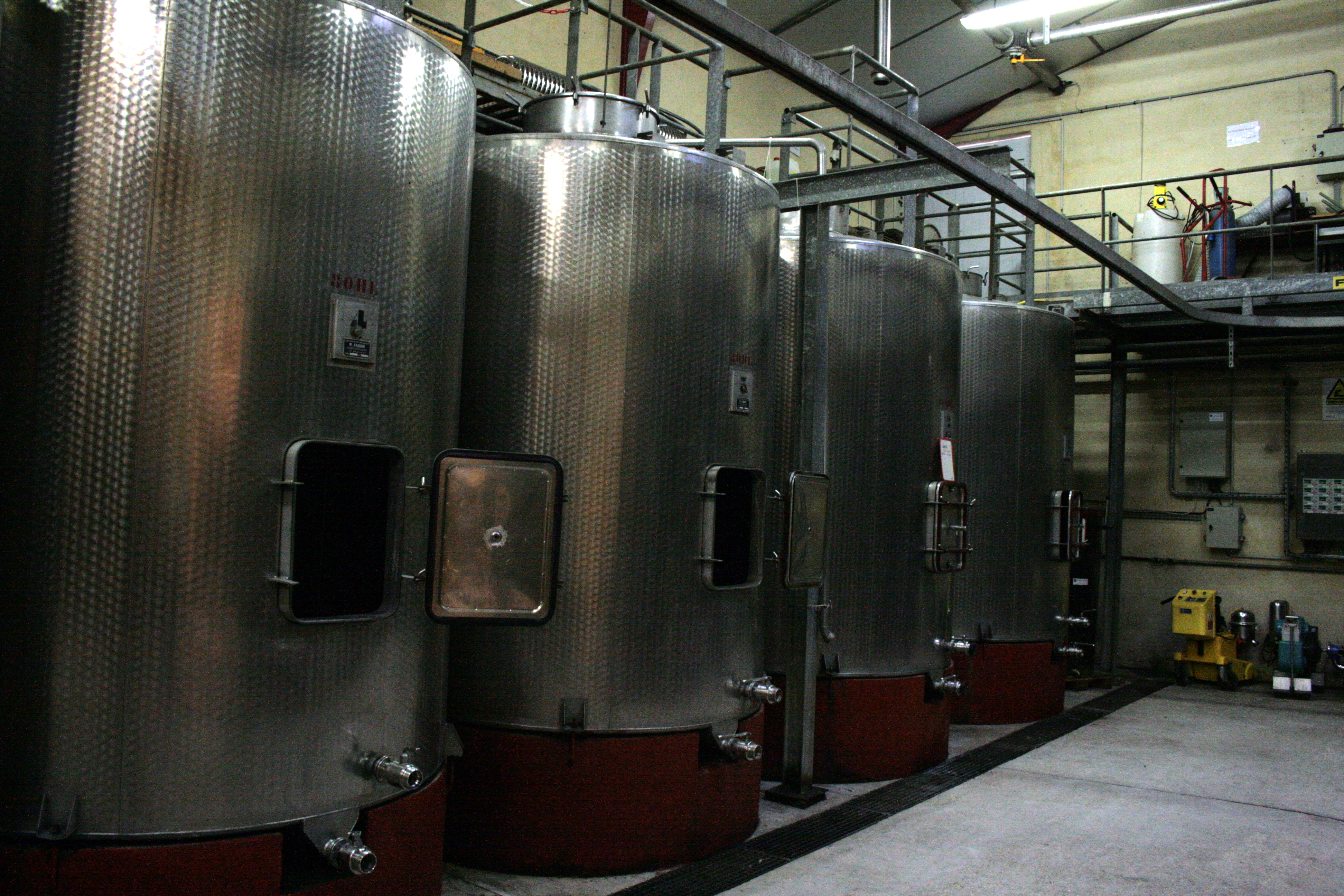
Cuverie inox du Lycée viticole d'Orange.

## Calendrier républicain
« Cuve », désignant le récipient vinicole, est le nom attribué au 10e jour du mois de vendémiaire du calendrier républicain ou révolutionnaire français.